# Synkretismus (Ägyptologie)

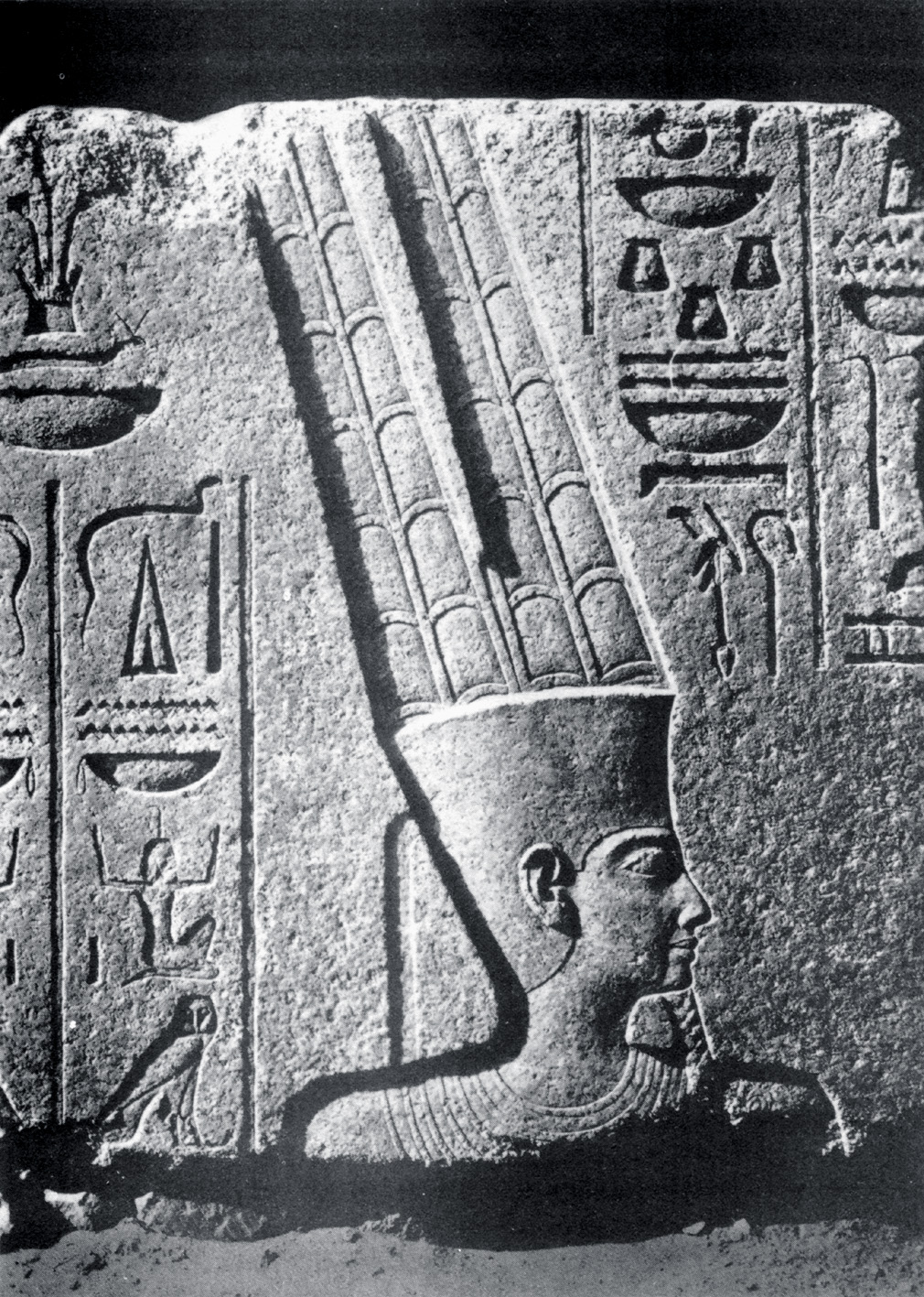
Amun-Re, Karnak-Tempel

Synkretismus bedeutet in der ägyptischen Mythologie, dass zwei oder mehr Götter zu einem einheitlichen Ganzen verschmelzen, wie beispielsweise Atum-Re oder Amun-Re, wobei der überregionale Sonnengott Re mit dem heliopolitanischen Schöpfungsgott Atum oder dem thebanischen Amun (dem Verborgenen) eine Verbindung eingeht und so zu einer eigenen neuen Gottheit wird, die neben die beiden ursprünglichen Götter treten kann. So bezeichnet Atum–Re den Aspekt des abendlichen Sonnengottes, während Re den Sonnengott generell meint.

## Voraussetzungen
Die Verschmelzbarkeit der Götter hängt ursächlich mit der dreitausendjährigen ägyptischen Religionsgeschichte zusammen, dem Wandel des Gottesbildes, dem Aufkommen neuer Götter wie Osiris ab dem Ende der 4. Dynastie, des thebanischen Amun ab dem Ende der Ersten Zwischenzeit und der Übernahme asiatischer Gottheiten im Neuen Reich. Es kommt hinzu, dass es keine theologische Festschreibung gibt, so dass die Charaktere der Götter fließend bleiben. Dies macht sich auch in der Ikonografie bemerkbar.
Die mögliche Gleichsetzbarkeit der Götter hängt von ihrem Geschlecht, ihren Merkmalen und Funktionen ab. Manche, zunächst nur lokale Gottheiten, werden durch die Verschmelzung mit einem überregionalen Gott aufgewertet, bevor sie wie Amun-Re im Neuen Reich zu einem übermächtigen Gott werden.

## Beispiele für Götterverschmelzungen

### Altes Reich
- Ptah-Sokar (Verschmelzung des memphitischen Schöpfergottes mit dem memphitischen Nekropolengott)

### Mittleres Reich
- Amun-Re ab der 12. Dynastie
- Sobek-Re ab der 12. Dynastie Verschmelzung und Aufwertung des krokodilgestaltigen Hauptgottes des Fayum mit dem überregionalen Sonnengott Re
- Chnum-Re (Chnum als ursprünglich lokale Gottheit von Esna und im Gebiet des 1. Katarakts)
- Ptah–Sokar-Osiris (Verschmelzung dreier Götter, siehe Ptah-Sokar)

### Neues Reich

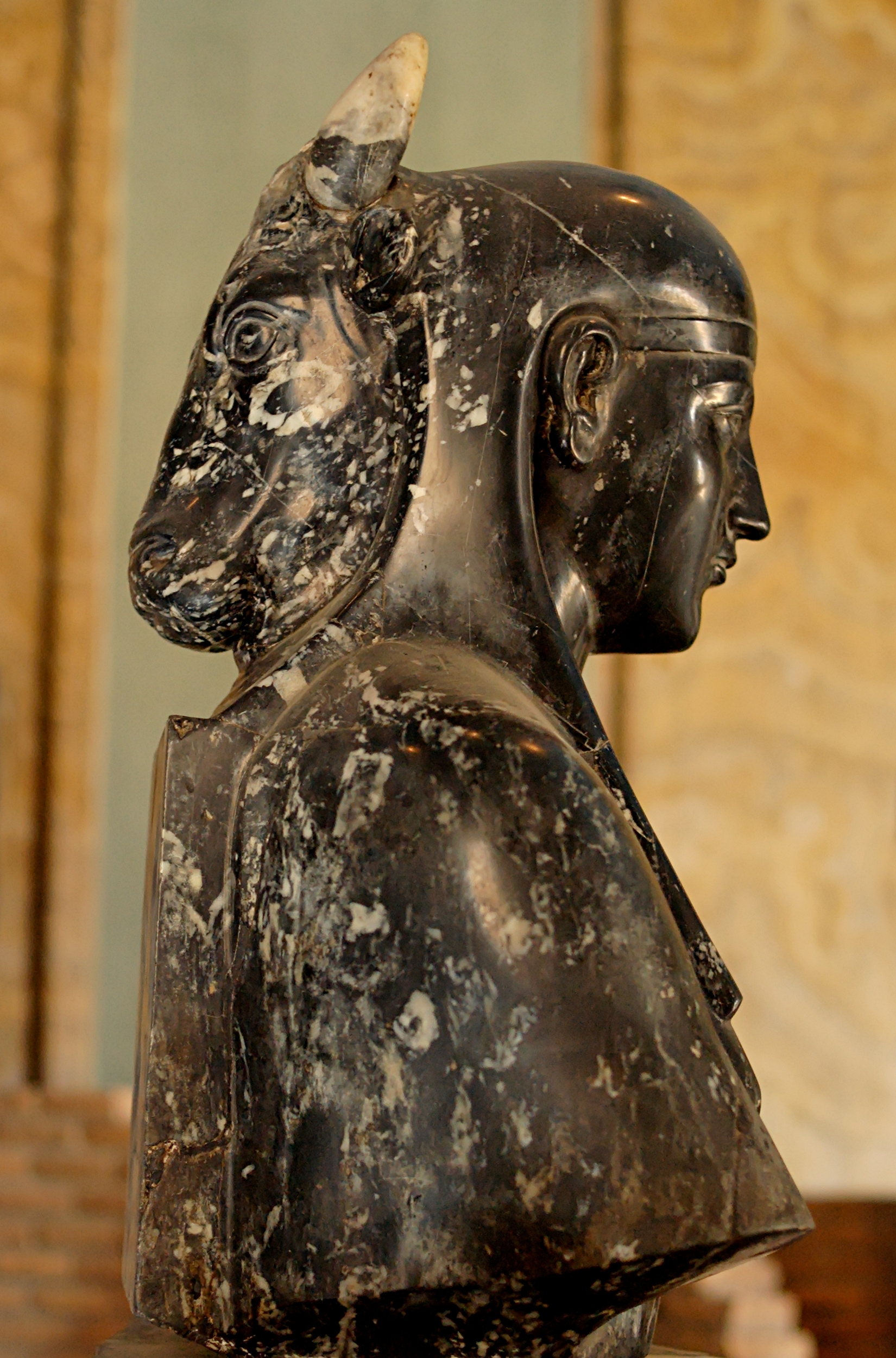
Antinoos als Serapis

Das Neue Reich ist gekennzeichnet durch die Expansion nach Vorderasien und die Übernahme kanaanäischer Götter. So verehrt man in der Großen Sphinx von Gizeh den Sonnengott Re in seiner Manifestation als Harmachis (Horus im Horizont), gleichzeitig aber auch den kanaanäischen Gott Hauron, so dass es zu einer Verschmelzung Hauron-Harmachis kommt.
Im Neuen Reich ab Tutanchamun, der von Amarna nicht mehr nach Theben, sondern nach Memphis übersiedelt, kommt es zu einer zunächst politisch begründeten Gleichsetzung von Amun–Re-Ptah, der nun als Weltgott gilt.
Die Bedeutung der Dreiheit Amun, Re und Ptah geht auch aus dem Leidener Amunhymnus hervor:
Drei sind alle Götter: Amun, Re und Ptah, keinem gibt es ihresgleichen. Verborgen ist sein Name als Amun, als Re wird er wahrgenommen, sein Leib ist Ptah. Ihre Städte auf Erden bleiben immerdar: Theben, Heliopolis und Memphis, bis ans Ende der Zeit.

### Spätzeit
Erst in der Spätzeit kommt es auch zu Verschmelzungen von männlichen und weiblichen Gottheiten. In der Ptolemäerzeit kommt Serapis (Osiris–Apis) als neuer synkretistischer Gott hinzu, indem Osiris eine Verbindung mit Apis, dem memphitischen Stiergott eingeht, dionysische Züge übernimmt und auch Eingang in das römische Pantheon findet.

### Besonderheiten
Auch der Sonnengott Re kann zum Totengott Osiris werden und mit diesem verschmelzen. Dies wird dadurch möglich, dass Re auf seiner nächtlichen Fahrt durch die Unterwelt stirbt und am Morgen als Chepre (auch: Chepri) neu geboren wird.